# Zevulun Kalfa
Zevulun Kalfa či Zvulun Kalfa (hebrejsky: זבולון קלפה, narozen 26. září 1962 Beerševa, Izrael), je izraelský politik a poslanec Knesetu za stranu Židovský domov.

## Biografie
Narodil se ve městě Beerševa a dětství strávil ve vesnici Šaršeret (podle některých zdrojů se v ní i narodil). Studoval na ješivě ve městě Jamit, které patřilo mezi izraelské osady na Sinajském poloostrově. V roce 1982 se angažoval v hnutí židovských osadníků, kteří odmítali vyklizení Jamitu kvůli předání Sinajského poloostrova zpět pod egyptskou suverenitu. Pak byl aktivní v osadnické činnosti v Pásmu Gazy. Podílel se na budování tamní izraelské osady Neve Dekalim. Po sňatku vystudoval kolel Merec Mevaseret. Po absolvování tohoto ústavu působil ve vesnici Kfar Majmon. Následně vedl dívčí náboženský seminář (midraša) v osadě Itamar na Západním břehu Jordánu. Odtud se pak přestěhoval zpět do Pásma Gazy, kde až do roku 2005 žil v izraelské osadě Bnej Acmon, která ale následně byla vyklizena v rámci izraelského jednostranného stažení z této oblasti.
Organizoval protesty proti tomuto stažení (např. lidský řetěz z oblasti Guš Katif do Jeruzaléma).
Potom byl jedním z předáků vysídlených Židů z Gazy v provizorním stanovém táboře zvaném Ir ha-emuna (עיר האמונה) - Město víry situovaném u města Netivot. Měl neoficiální úlohu starosty tohoto stanového tábora, který existoval asi osm měsíců. Později pomáhal vysídlencům z Gazy v založení nových trvalých domovů v kibucu Šomrija, kde sám žije. Od roku 2011 působí ve vedení nedalekého kibucu Dvira. Ten byl totiž založen sekulárními Židy napojenými na hnutí ha-Šomer ha-ca'ir, ale potýkal se s odlivem obyvatel. Kalfa tak byl požádán o manažerskou práci s cílem stabilizovat tuto vesnici.
Je ženatý. Má šest dětí a podle stavu k roku 2013 i čtyři vnoučata. Politicky se angažoval v stranách Národní jednota a Národní náboženská strana a pak s jejich integrací přešel do širší aliance Židovský domov. Ve volbách v roce 2013 byl zvolen do Knesetu za stranu Židovský domov. V rámci nově zvoleného Knesetu je Kalfa jediným představitelem izraelských kibuců, jejichž obyvatelé přitom v prvních dekádách existence státu Izrael tvořili silnou a vlivnou parlamentní skupinu, napojenou převážně na levicové politické proudy. List Haaretz komentoval jeho zvolení jako paradox, kdy jediným parlamentním reprezentantem kibuců v roce 2013 je radikálně pravicový politik.
V rozhovoru po svém zvolení do Knesetu ohlásil, že se hodlá zaměřovat na témata podpory zemědělství, vzdělávání a osidlování Izraele. Podpořil větší zapojení izraelských Arabů a ultraortodoxních Židů do izraelské armády, ale upřednostňuje postupný proces jejich integrace, včetně možnosti náhradní vojenské služby. Odmítá dohodu s Palestinci, která by znamenala vznik palestinského státu. Prosazuje místo toho okamžitou anexi Oblasti typu C (část Západního břehu Jordánu pod plnou izraelskou kontrolou) k státu Izrael. Příklad vysídlení Židů z Gazy roku 2005 je pro něj dokladem toho, že stahování Izraelců nepřinese mír.